# Wunda
Wunda är en krater på Umbriel. Den är uppkallad efter Wunda i aboriginernas mytologi. Wunda är en stor ring av ljust material nära Umbriels ekvator (se bilden; man ser bilden nästan från en av polerna). Wunda är någon slags krater, men anledningen till dess ljushet, vilket utmärker sig från den mycket mörka sammansättningen på hela månen, är okänd.